# 小笠原義明
小笠原 義明（おがさわら よしあき、1954年4月29日 - ）は、青森県八戸市出身の元競輪選手。1976年モントリオールオリンピック日本代表。日本競輪選手会青森支部に所属していた。

## 来歴
八戸電波工業高等学校在学時代、1972年に開催された全国高等学校総合体育大会自転車競技大会の個人追い抜きで優勝。
その後、日本大学文理学部に進み、1976年のモントリオールオリンピック男子4000m団体追抜競走に同郷である小笠原嘉、岡堀勉と組んで出場した。記録は4'37"03で14位（予選敗退）。
その後、日本競輪学校第43期生（同期に滝澤正光、佐々木昭彦、小川博美、北村徹らがいる）を経て、1979年4月7日、前橋競輪場でデビューし5着。初勝利は同年同月8日の同場。
1998年12月24日選手登録削除。通算戦績1574戦199勝。